# Islam en Argentina
El islam en Argentina está representado por una de las mayores minorías musulmanas de América Latina. Los primeros musulmanes que llegaron durante el Virreinato, son de origen marroquí y saharaui. A partir de 1840 se inicia una corriente migratoria desde el Imperio Otomano (sirios, libaneses y palestinos) que fue significativa en el siglo XX principalmente de Siria y Argelia y, en las últimas dos décadas, de Irak y Palestina. En 1899 aparece el primer periódico de lengua árabe en Buenos Aires, Assalam.
A pesar de que las estadísticas exactas sobre la religión no están disponibles (debido a que el censo nacional no solicita datos religiosos) el tamaño real de la comunidad musulmana de Argentina se estima en torno al 3% de la población total (aproximadamente 700.000 miembros o probablemente más porque esas cifras son de 2010), según el Informe de Libertad Religiosa Internacional de 2010. El Centro de Investigación Pew estima en alrededor de 1.000.000 de musulmanes en Argentina en el año 2010.En Argentina vive la comunidad musulmana más grande de toda Latinoamérica
Si bien la mayoría de los inmigrantes sirio-libaneses que llegaron a la Argentina eran cristianos, se suele asociar al aumento de la población musulmana con la llegada de los mismos (dentro de ese gran grupo de inmigrantes árabes cristianos llegaron minorías musulmanas y judías), aunque cabe destacar que los primeros musulmanes que llegaron lo hicieron junto con los conquistadores españoles, siendo de origen morisco. En la década de 1920 se estableció una colonia agrícola islámica en la Pampa Húmeda, en los años próximos se formó en La Angelita la colonia de árabes musulmanes más grande de todo el país. Entre 1850 y 1950 arribaron al país alrededor de 108.000 inmigrantes provenientes del Medio Oriente. Se calcula que más del 70% de ellos profesaba religiones cristianas.
Los primeros musulmanes que llegaron durante el Virreinato, eran de origen moro, marroquí y saharaui. A partir de 1860 se inicia una corriente migratoria desde el Imperio otomano (sirios, libaneses y palestinos) que fue significativa en el siglo XX principalmente de Siria y Líbano y, en las últimas dos décadas, de Irak y Palestina. Consecuentemente, las diversas instituciones islámicas son igualmente promitentes y la tarea socio religiosa muy valorada. En 1902 aparece el primer periódico de lengua árabe en Buenos Aires, Assalam.
El grueso de la población árabe, tanto cristiana como musulmana, en la Argentina se concentra en la región del noroeste: Tucumán, La Rioja, Santiago del Estero, Catamarca y Salta, aunque también hay grandes comunidades en la ciudad de Buenos Aires, Córdoba, Neuquén, Río Negro y Santa Fe.
En la actualidad existen en la ciudad de Buenos Aires sólo tres mezquitas. La mezquita Al Tauhid, de la comunidad chiita, creada en 1983. La mezquita Al Ahmad, del CIRA, fundada en 1985. Por último, en el 2000 fue inaugurado el Centro Cultural Islámico Rey Fahd, en el barrio de Palermo inaugurado en el 2000, que es el templo islámico más grande de América Latina. En la ciudad de Córdoba también existe una mezquita y una biblioteca
El expresidente Carlos Menem, su esposa Zulema Yoma y la esposa del expresidente Mauricio Macri, Juliana Awada, se criaron en el seno de familias musulmanas. Ese es también el caso del actor Alejandro Awada, el músico Ahmed Ratip Canga y los políticos Jorge Yoma, Omar Muhamad Vaquir y Soher El Sukaria.